# バスティーユ駅 (メトロ)

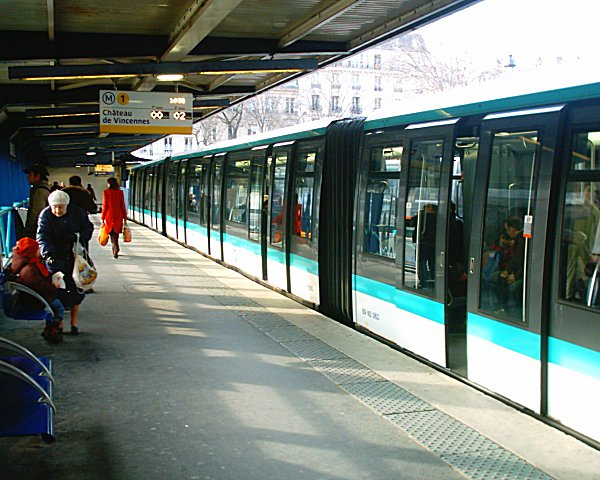
1号線には珍しい地上駅の一つ

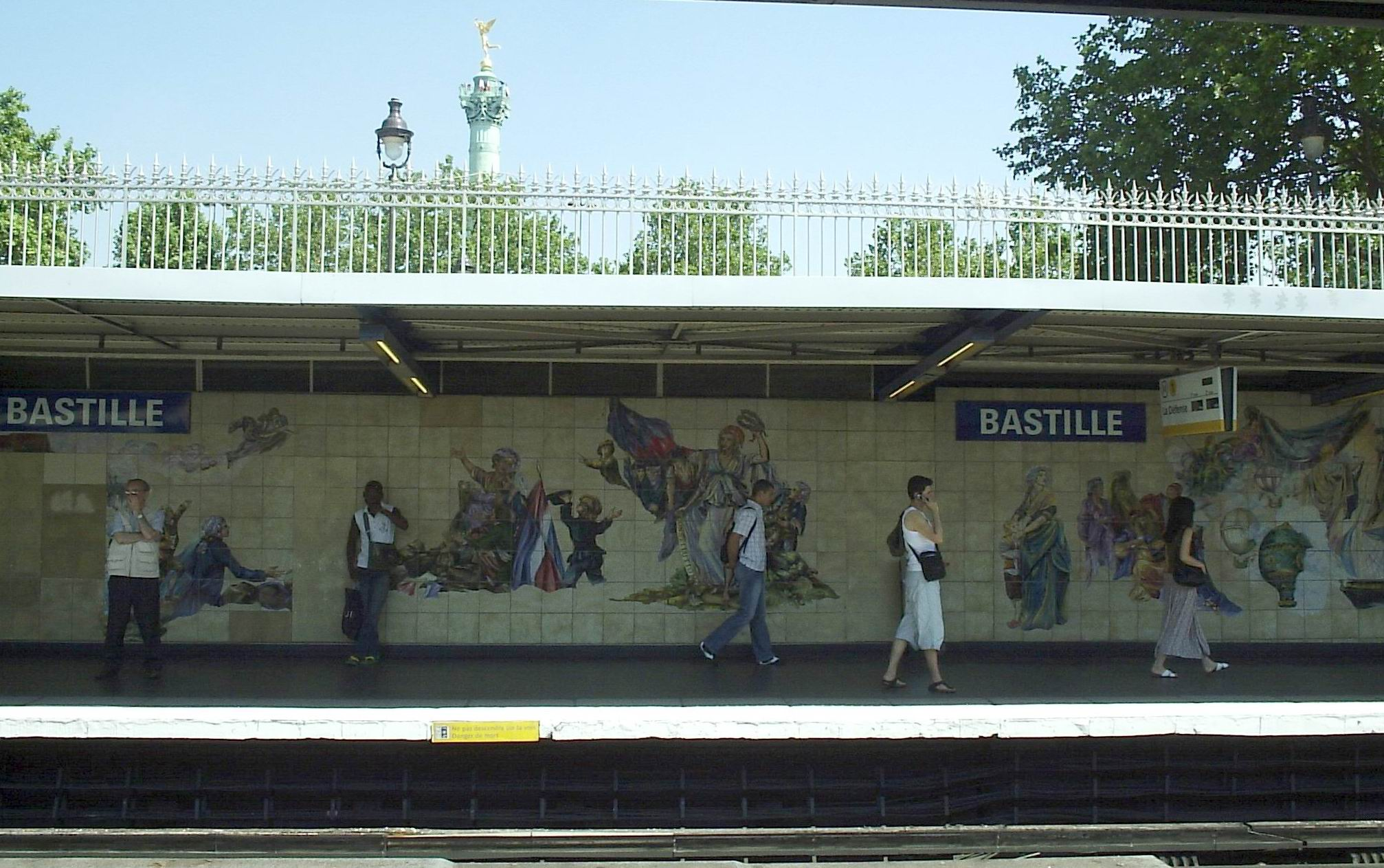
1号線ホームにあるフランス革命を描いた歴史的壁画

バスティーユ駅（ - えき、仏：Bastille）は、パリのメトロの駅。メトロ1号線、5号線、8号線が乗り入れている。
1号線ホームはサン・マルタン運河の入り口であるアルスナル港に面する橋架上の地上駅である。ホームの屋根の上はバスティーユ広場地上部の端にあたる。
1号線ホームにはフランス革命を描いた壁画がある。改札への連絡通路には革命を解説したパネル展示がある。5号線のボビニーBobigny方面ホームには、1905年の工事の際に発見されたバスティーユ牢獄の城壁の一部があらわになっている。駅出入口の一つはオペラ・バスティーユに連絡している。
2011年には、1251万7181人の乗客があった。

## 歴史
- 1900年7月19日 1号線の駅として開業。
- 1906年12月17日 5号線が乗り入れ。
- 1931年5月5日 8号線が乗り入れ。

## ギャラリー

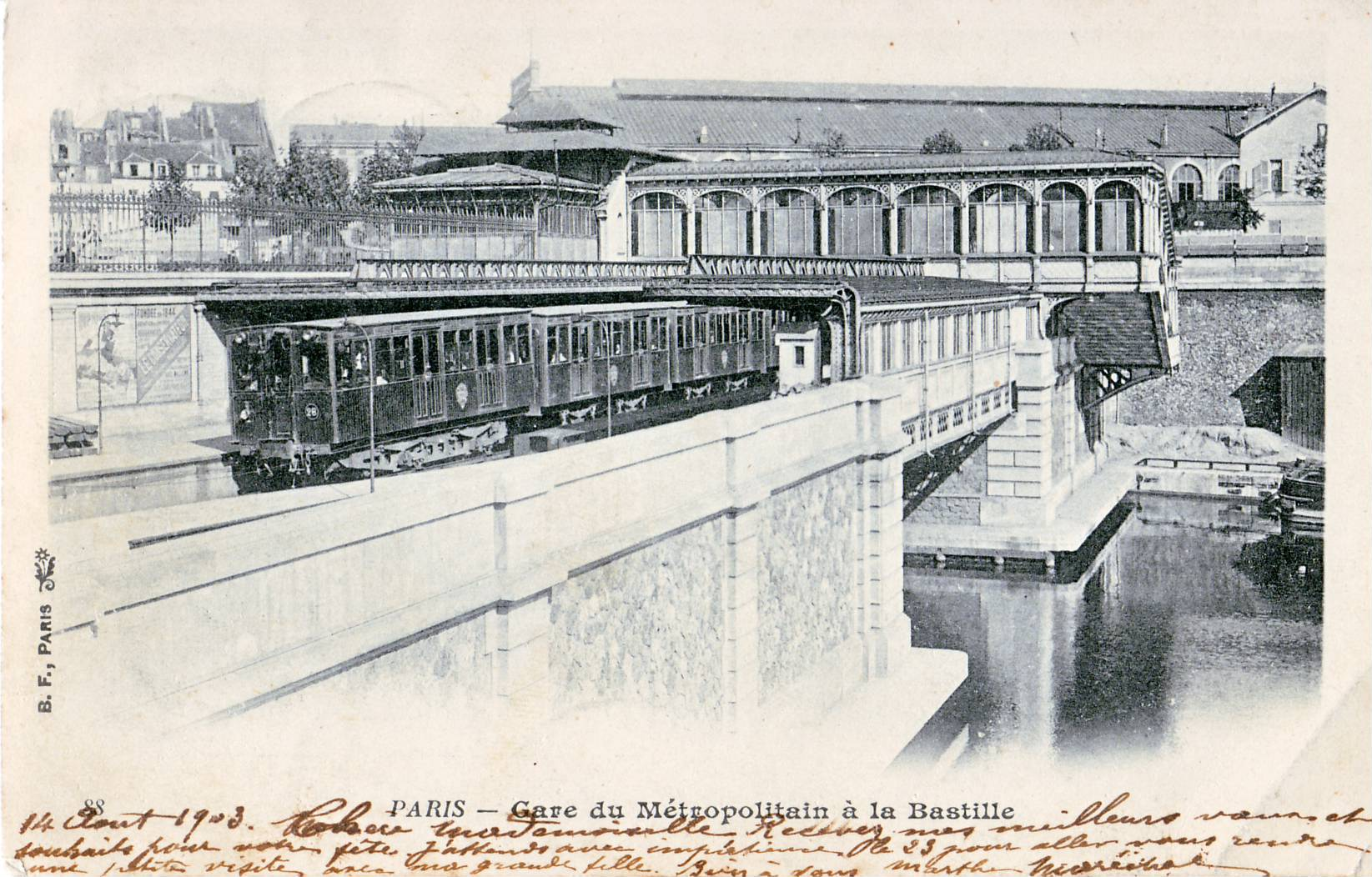
サン・マルタン運河に面する1号線ホームの地上駅（1903年） 車両は1901年から使われているトムソンと呼ばれる2代目のもの。 写真後側にはヴァンセンヌ線ターミナル駅のバスティーユ駅の屋根が見える
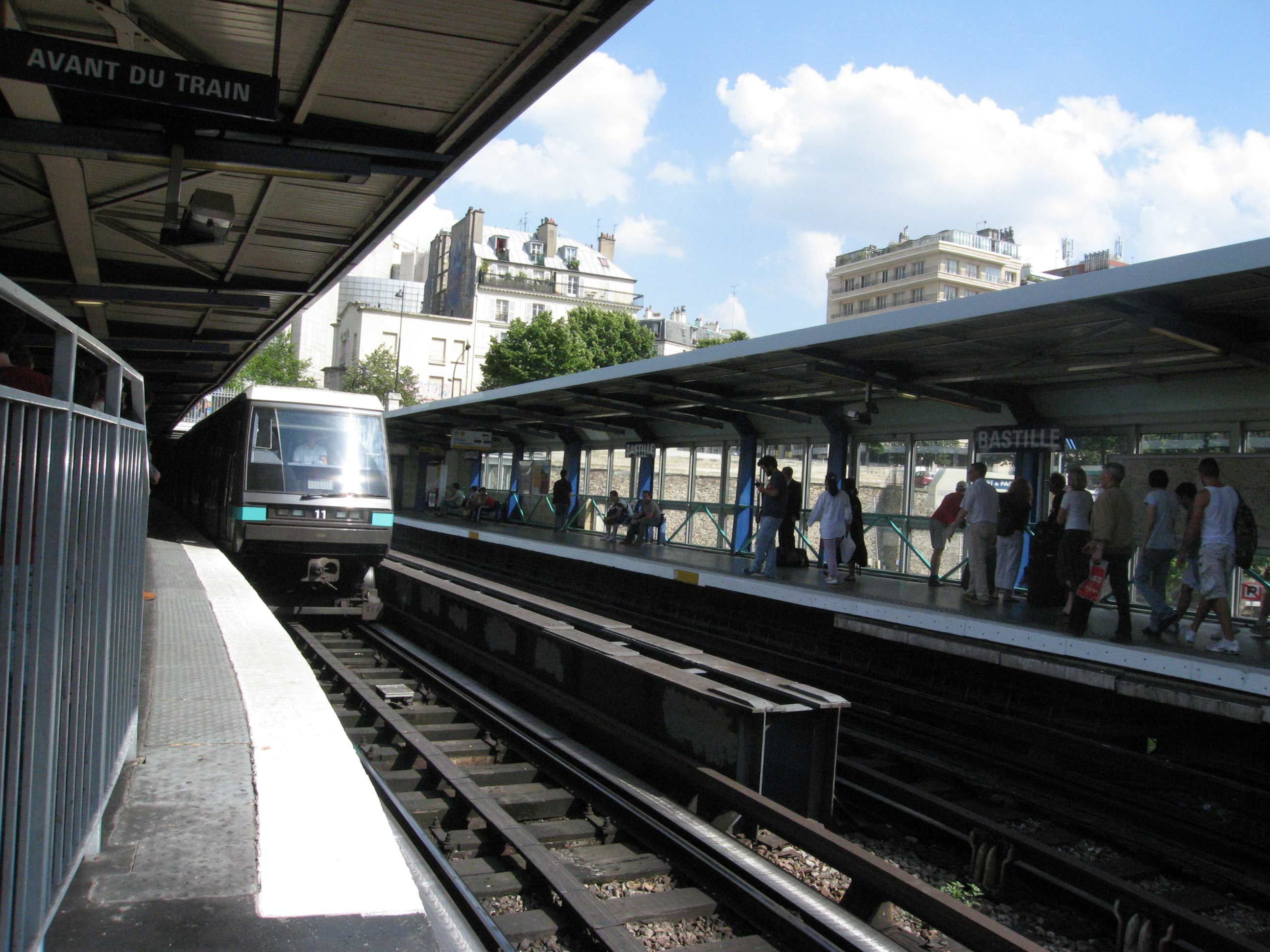
MP89系車両が停車する1号線ホーム、2006年撮影
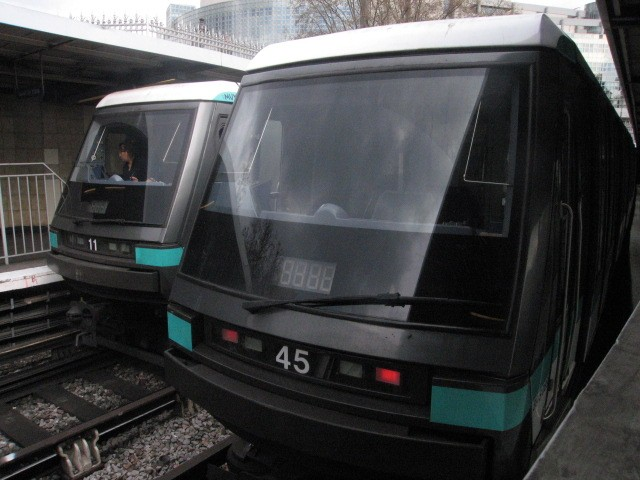
MP89系車両が停車する1号線
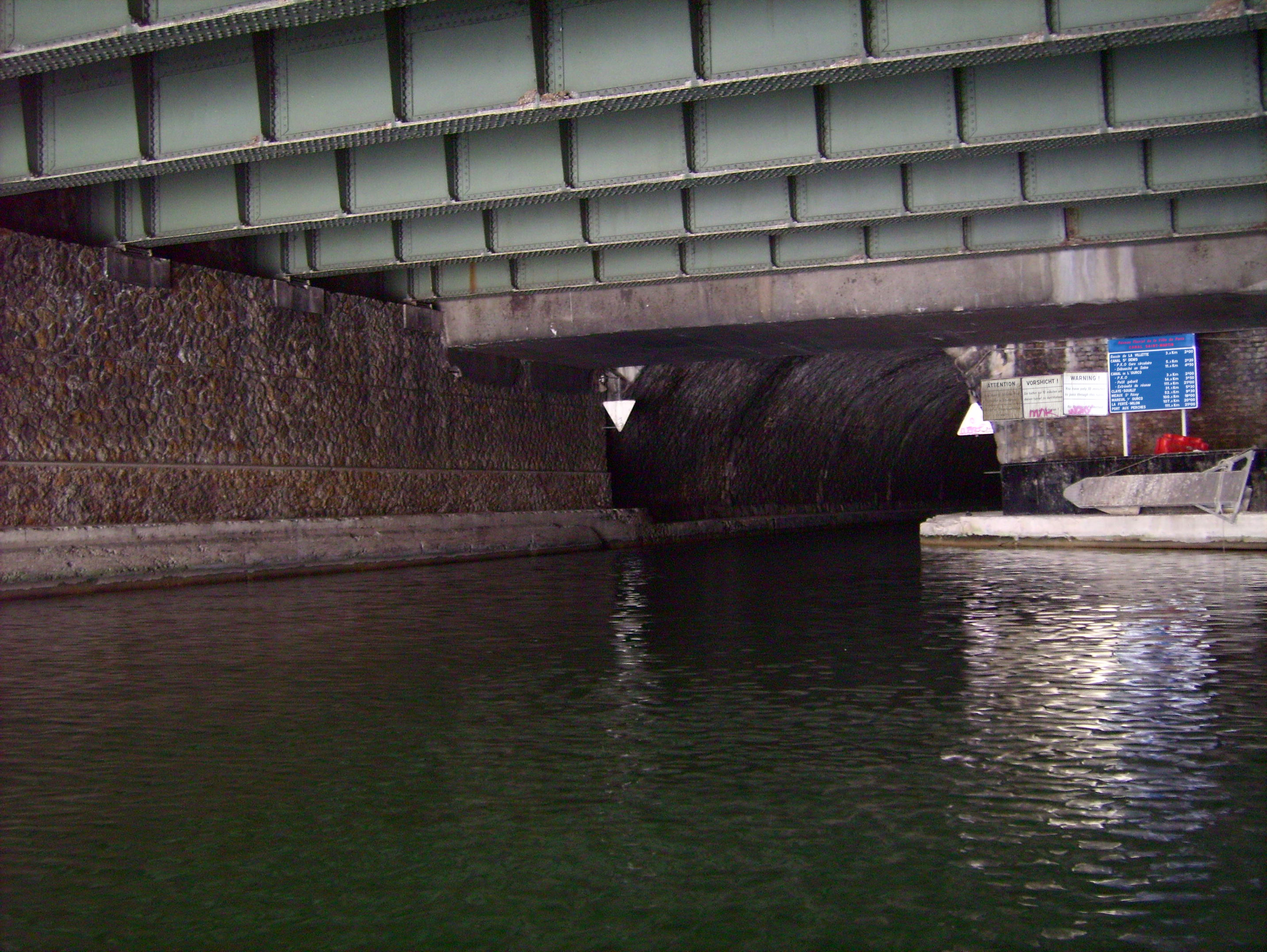
サン・マルタン運河に面する1号線ホームの橋脚
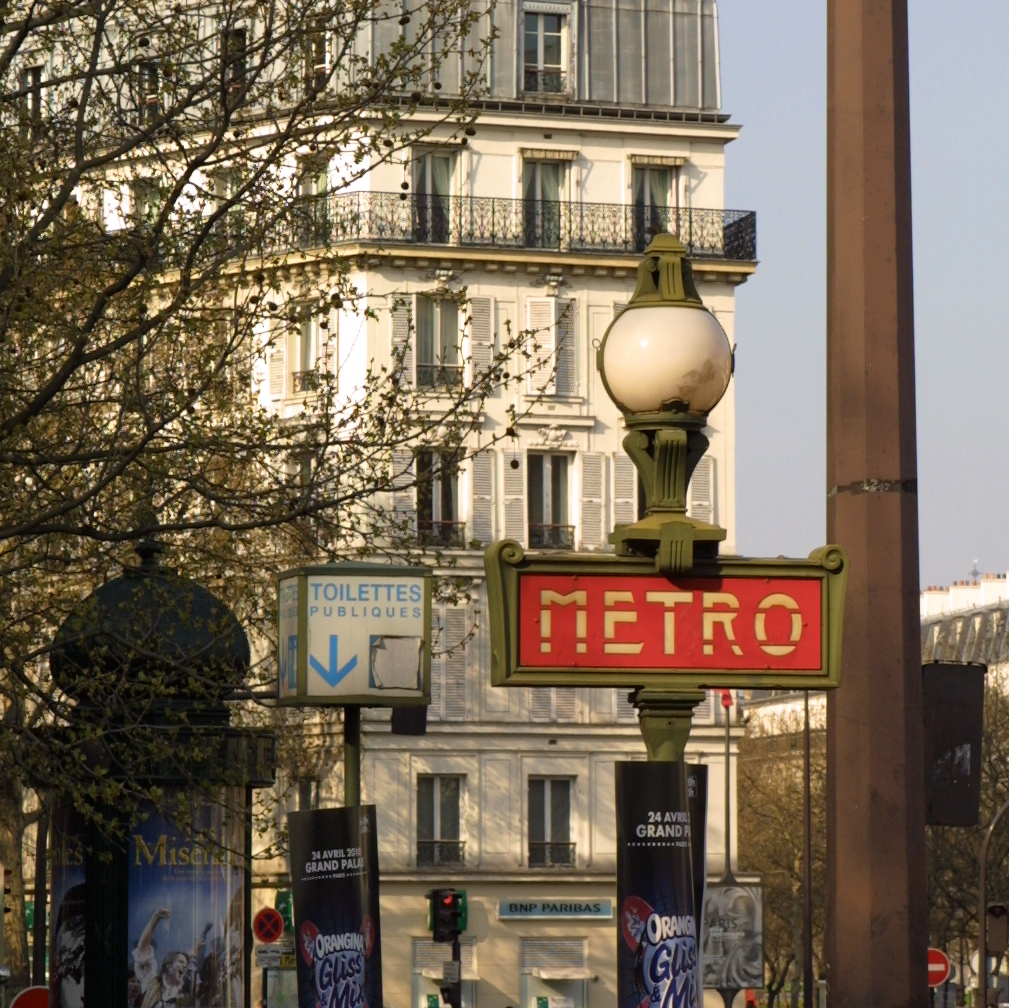
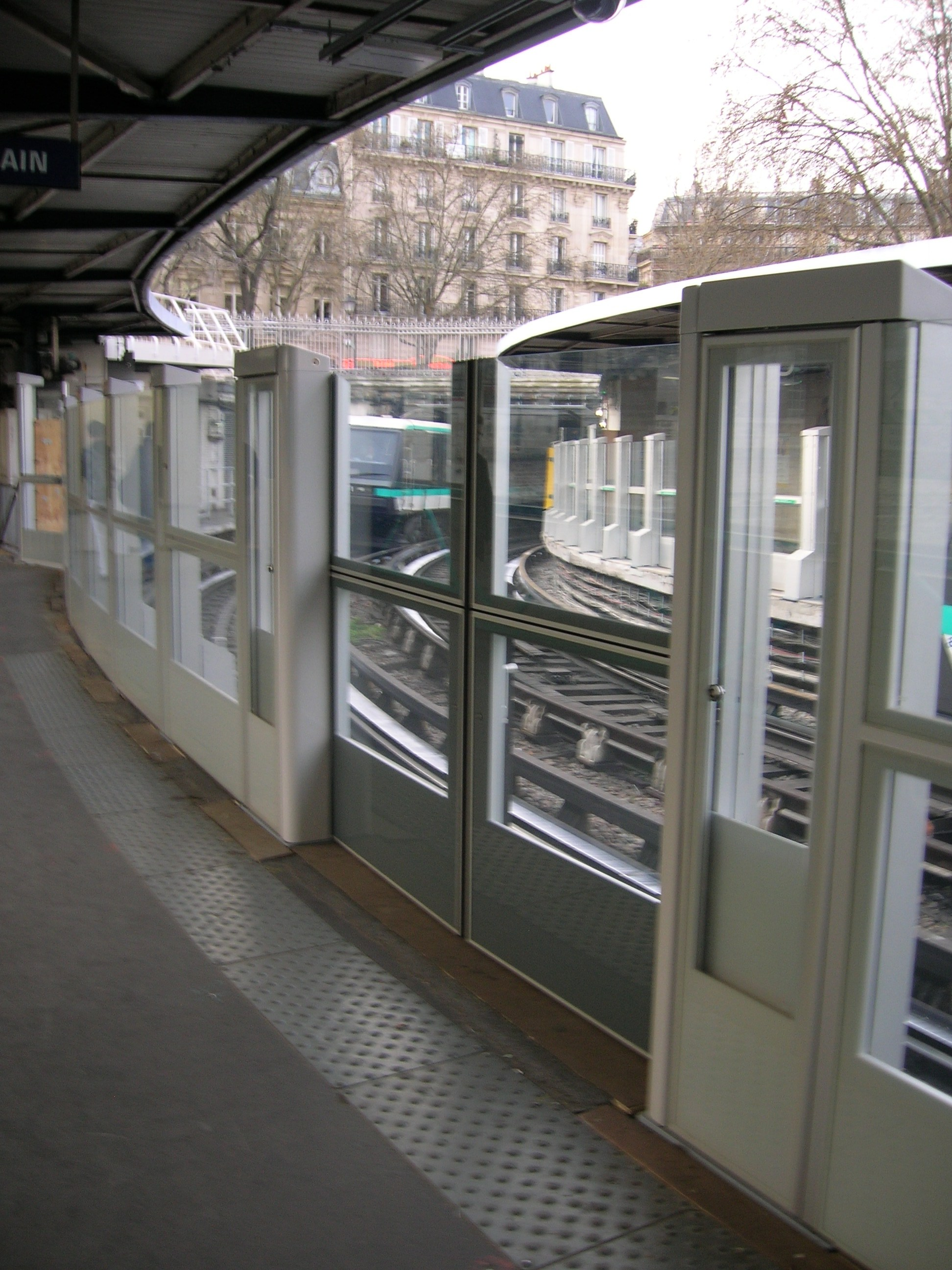
2011年3月にできた1号線のホームドア
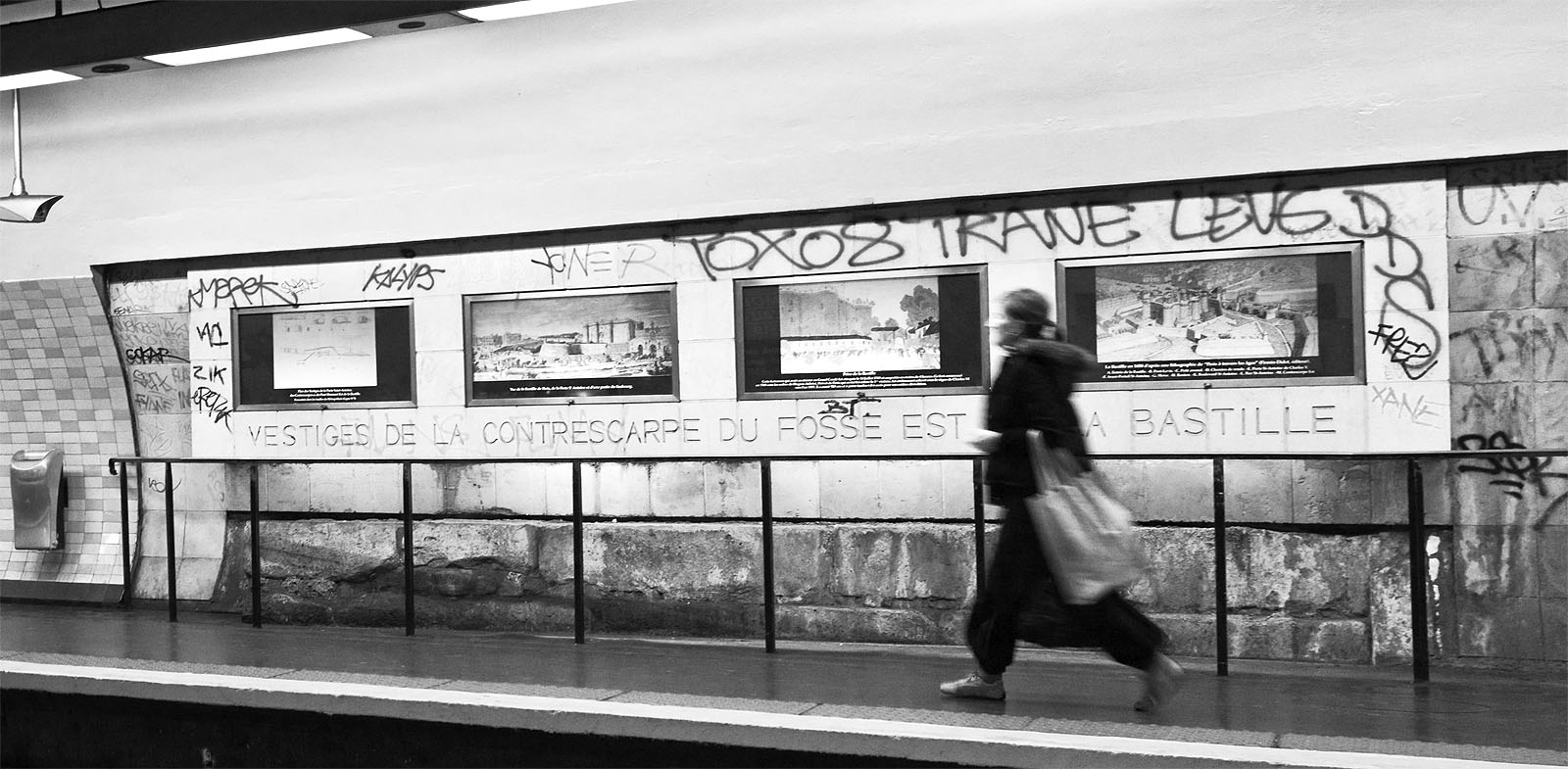
5号線のボビニー方面ホームにあるバスティーユ牢獄の城壁の一部
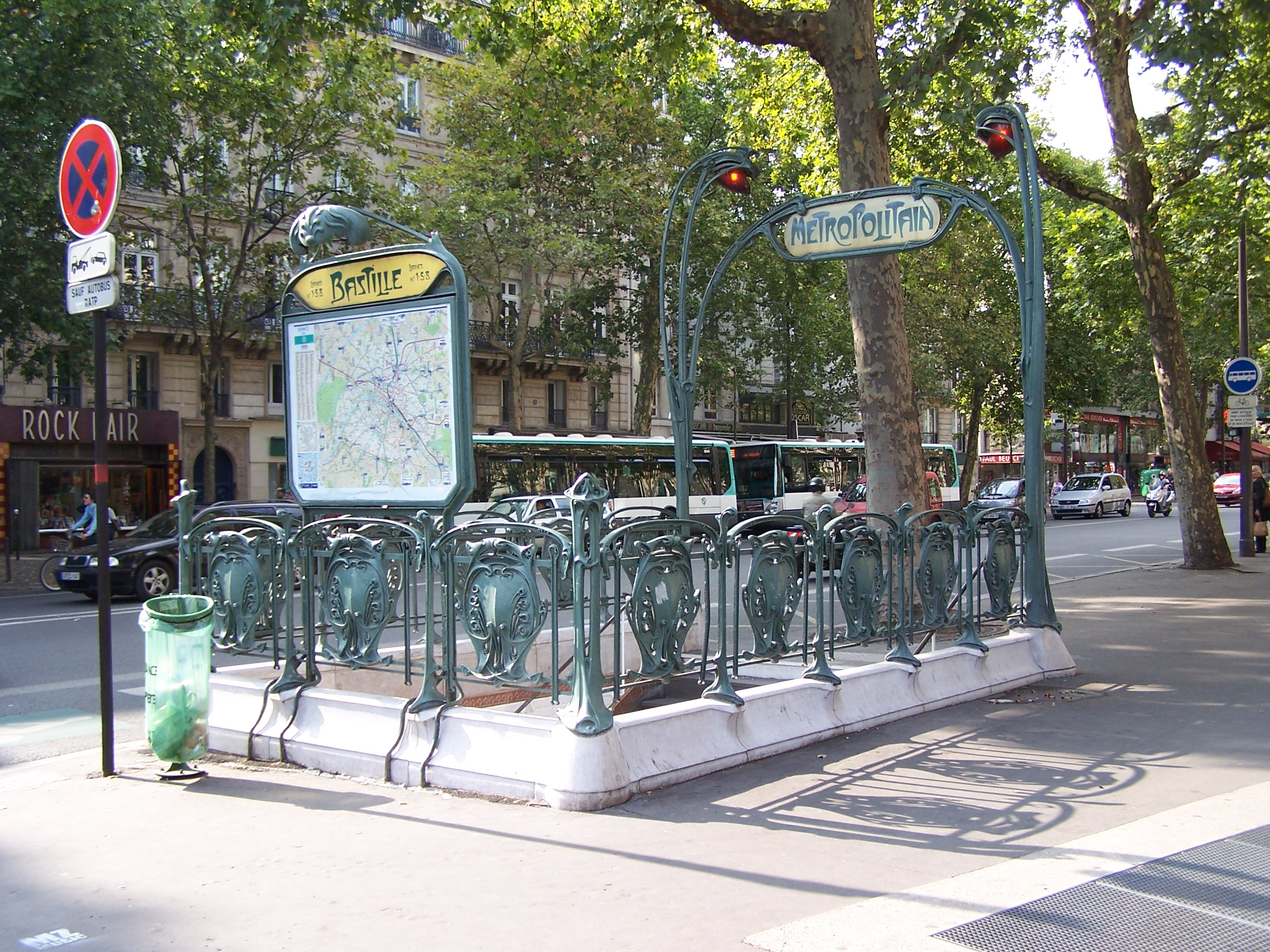
ボーマルシェ大通りにあるエクトール・ギマールデザインの入口